# Civil

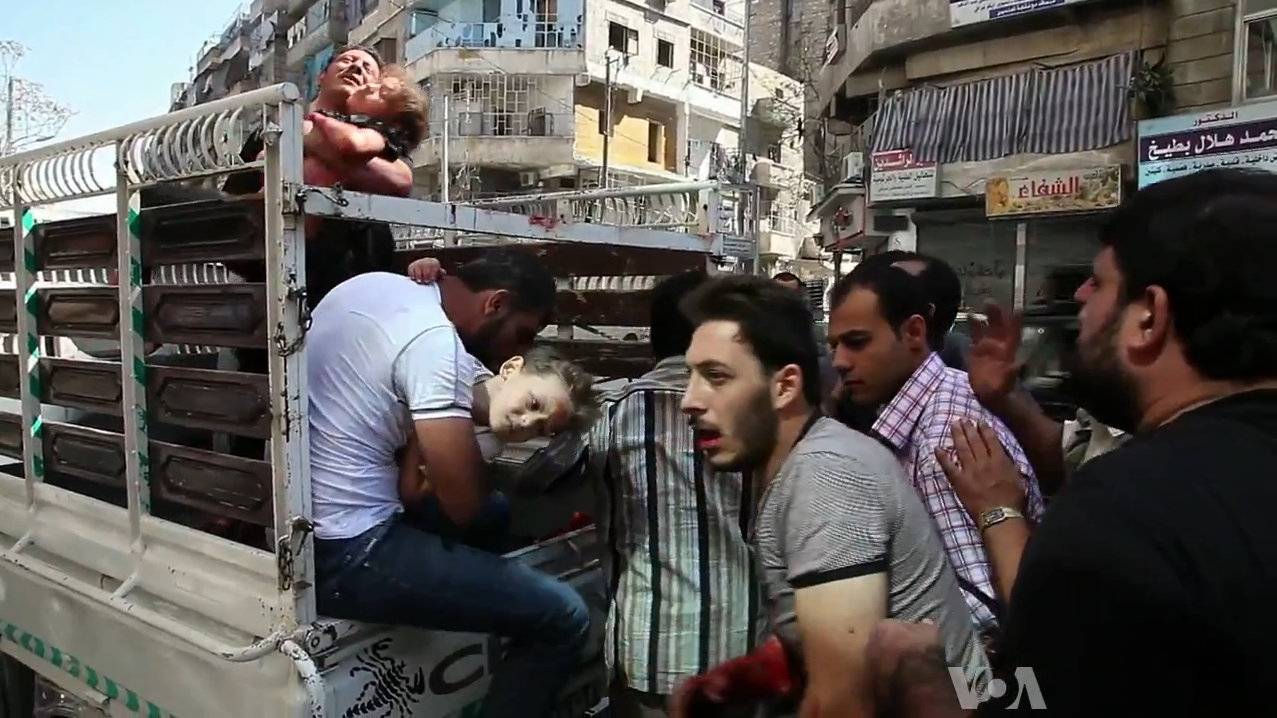
Civis feridos chegam a um hospital em Aleppo durante a guerra civil síria.

Um civil (do latim civilis, genitivo de civis, "cidadão"), de acordo com o direito internacional humanitário, é uma pessoa que não pertence às forças armadas de seu país. O termo também é utilizado coloquialmente para se referir a pessoas que não são membros de uma profissão ou ocupação em particular, especialmente por membros de agências que, como a polícia militar, tenham estruturas semelhantes àquelas de unidades militares.
O comentário de 1958 do Comitê Internacional da Cruz Vermelha (CICV) sobre a Quarta Convenção de Genebra, relativa à proteção das pessoas civis em tempo de guerra, em seu artigo 4.4, afirma que "toda pessoa nas mãos do inimigo deve ter algum status sob a lei internacional: ou ela é prisioneira de guerra e, como tal, está coberta pela Terceira Convenção, ou é um civil coberto pela Quarta Convenção, ou então é um membro do pessoal médico das forças armadas e, como tal, está coberto pela Primeira Convenção. Não existe um status intermediário; ninguém nas mãos do inimigo pode estar fora da lei. Sentimos que esta é uma solução satisfatória - não apenas satisfatória para a consciência, mas também, e acima de tudo, satisfatória do ponto de vista humanitário." O CICV também expressou sua opinião de que "se civis se envolverem diretamente nas hostilidades, serão considerados como beligerantes ou combatentes 'ilegais' ou 'desprivilegiados' (os tratados da lei humanitária não contêm expressamente estes termos), e poderão ser processados sob a lei doméstica do estado que os aprisionar por tal ação."
O artigo 50 do capítulo II, "Pessoas civis e população civil", do Protocolo I adicional às Convenções de Genebra define que um civil não é um combatente privilegiado. O artigo 51 descreve a proteção que deve ser dada aos civis (a menos que sejam combatentes ilegais) e à populações civis. O capítulo III do Protocolo I regulamenta o ataque de alvos civis. O artigo 8 (2)(b)(i) do Estatuto de Roma também proíbe ataques dirigidos aos civis. Nem todos os Estados ratificaram o Protocolo I do Estatuto de Roma, mas é um princípio aceito do direito internacional humanitário que todo ataque direto a civis é uma violação das leis consuetudinárias da guerra e se aplica a todos os beligerantes, embora haja controvérsias sobre a contabilidade das letalidades em certas guerras.
Sob o direito marítimo e o direito aéreo internacionais é feita uma distinção entre passageiros e tripulação que é similar àquela que existe entre combatentes e civis no direito bélico. Sob seu próprio direito interno, cada governo poderá ampliar a definição de quem é civil de maneira a excluir aqueles que trabalham para os serviços de emergência, já que membros destes serviços poderão precisar ocasionalmente de poderes legais adicionais sobre aqueles disponíveis costumeiramente para os cidadãos comuns.